# Région de bien-être d'Ostrobotnie du Nord
La région de bien-être d'Ostrobotnie du Nord (en finnois : Pohjois-Pohjanmaan hyvinvointialue) est un organisme public indépendant des municipalités et de l'État chargé des services sociaux, de santé et de secours en Ostrobotnie du Nord.
C'est l'une des 23 régions de bien-être de Finlande.

## Municipalités
La région compte 30 municipalités, dont 11 villes.
- Alavieska
- Haapajärvi
- Haapavesi
- Hailuoto
- Ii
- Kalajoki
- Kempele
- Kuusamo
- Kärsämäki
- Liminka
- Lumijoki
- Merijärvi
- Muhos
- Nivala
- Oulainen
- Oulu
- Pudasjärvi
- Pyhäjoki
- Pyhäjärvi
- Pyhäntä
- Raahe
- Reisjärvi
- Sievi
- Siikajoki
- Siikalatva
- Taivalkoski
- Tyrnävä
- Utajärvi
- Vaala
- Ylivieska

## Services
La responsabilité légale de l'organisation des services sociaux et de santé et de secours passera des municipalités à la région de bien-être d'Ostrobotnie du Nord à partir du 1er janvier 2023.

### Soins de santé
Hormis Reisjärvi, les municipalités de la zone de bien-être d'Ostrobotnie du Nord appartiennent au district hospitalier d'Ostrobotnie du Nord.
Les hopitaux de la région sont l'hôpital universitaire d'Oulu, l'hôpital d'Oulaskangas et l'hôpital de Raahe.

### Opérations de secours
En termes d'opérations de secours d'urgence, les municipalités de la région de bien-être d'Ostrobotnie du Nord dépendent siit du service de secours d'Oulu-Koillismaa soit du service de secours Jokilaaksojen pelastuslaitos.
Ces deux services de secours d'urgence ont l'intention de fusionner.

## Politique et administration
Les élections régionales finlandaises de 2022 ont eu lieu le 23 janvier 2022 afin de désigner pour la première fois les 79 conseillers régionaux élus pour 3 ans pour administrer la région de services du bien-être d'Ostrobotnie du Nord.
La répartition des voix et des sièges sont les suivantes :
| Parti   | Parti                           | Voix   | %    | Sièges |
| ------- | ------------------------------- | ------ | ---- | ------ |
|         | Parti social-démocrate          | 17 844 | 11,6 | 9      |
|         | Vrais Finlandais                | 16 595 | 10,8 | 8      |
|         | Parti de la coalition nationale | 23 918 | 15,5 | 12     |
|         | Parti du centre                 | 60 890 | 39,6 | 33     |
|         | Ligue verte                     | 9 808  | 6,4  | 5      |
|         | Alliance de gauche              | 15 814 | 10,3 | 8      |
|         | Parti populaire suédois         | 448    | 0,3  | 0      |
|         | Chrétiens-démocrates            | 3 003  | 2,0  | 2      |
|         | Mouvement maintenant            | 1 899  | 1,2  | 1      |
|         | Le pouvoir appartient au peuple | 2 530  | 1,6  | 1      |
| Sources |                                 |        |      |        |